# Сава Киров
Сава Тодоров Киров е български дипломат и политик. През 1943 г. в продължение на един месец е външен министър на България в правителството на Добри Божилов.

## Биография
Сава Киров е роден на 22 февруари (10 февруари стар стил) 1893 година в Хасково. През 1909 г. е сред основателите на един от първите футболни клубове в София. От 1913 до 1921 г. е председател на новосъздадения клуб ФК`13. Още като студент работи като преводач от турски и френски в Министерството на външните работи и изповеданията. През 1915 г. завършва право в Софийския университет „Св. Климент Охридски“.
От 1920 г. работи в Министерството на външните работи и изповеданията. От 1921 г. е на служба в посолството във Варшава, а след това – в Париж, където остава до 1935 г. След това е посланик във Варшава (1935 – 1936), Букурещ (1936 – 1940) и Анкара (1940 – 1943). През септември 1943 г. е назначен за министър на външните работи и изповеданията, но месец по-късно е освободен. През февруари 1944 г. става посланик във Франция и остава на този пост до 8 декември 1944 г.
След престой в Швейцария, от 1947 година се установява в Париж, където е активен сред българските политически емигранти. На 12 септември 1949 година е сред основателите на емигрантската организация Съюз на свободните българи, оглавена от Йордан Пеев.
Сава Киров умира през 1972 година.